# Kawa na ławę
Kawa na ławę – polski program publicystyczny telewizji TVN24 nadawany od 23 kwietnia 2006.

## Charakterystyka programu
Program nadawany jest na żywo od 23 kwietnia 2006 w każdą niedzielę (oprócz przerw wakacyjnych i niedziel wyborczych), początkowo o godzinie 10:30, a następnie o 10:45. Każde wydanie trwa około godzinę, podczas której politycy wraz z prowadzącym komentują najważniejsze wydarzenia minionego tygodnia, które poprzedzane są materiałami filmowymi. Program jest realizowany w wirtualnym studiu TVN24; wcześniej Kawa na ławę nadawana była z tego samego studia, co program Dzień dobry TVN.
Od początku istnienia program emitowany był równolegle na antenie TVN i TVN24. We wrześniu 2010 program zniknął z ramówki stacji TVN i odtąd jest emitowany tylko w TVN24.